# Manuel Banzo Echenique
Manuel Banzo Echenique (Maya, 1889-Santander, 1965) fue un escritor, periodista y abogado español.

## Biografía
Nació el 29 de marzo de 1889 en la localidad navarra de Maya. Estrenó Mudos quereres (1909) y publicó Desde el alféizar (Madrid, 1914) y La triaca. Banzo, que participó en la prensa oscense, a finales de la dictadura de Primo de Rivera fue nombrado miembro de la Asamblea Nacional Consultiva. Falleció el 9 de septiembre de 1965 en la ciudad cántabra de Santander.